# Konnetabel von Aragón
Amt und Titel des Konnetabel von Aragón als Oberbefehl über das Heer und, in Abwesenheit des Königs, höchster Repräsentant des Reichs, gab es in zwei Formen:
- Der Hohe Konnetabel der Krone von Aragón (Alto condestable de la Corona de Aragón) war zuständig für die Krone Aragón (d. h. die Herrschaftsgebiete, die zwischen 1137 und 1516 bzw. 1714 in Personalunion von den Königen von Aragón regiert wurden) und gehörte zu den Titeln der Familie Cardona, bis er vom König im 16. Jahrhundert beschlagnahmt wurde.
- Der Konnetabel des Königreichs Aragón (Condestable de la Reino de Aragón) war zuständig für das Königreich Aragón und gehört zu den Titeln der Herzöge von Híjar, auch in weiblicher Erbfolge.